# Szybki tramwaj w Krzywym Rogu
Szybki tramwaj w Krzywym Rogu (ukr. Криворізький швидкісний Tрамвай); także Metro w Krzywym Rogu (ukr. Криворізьке метро) i Premetro w Krzywym Rogu (ukr. Криворізький метротрамвай) – system lekkiej kolei działający w Krzywym Rogu, w siódmym pod względem wielkości mieście na Ukrainie.
System liczy 17,7 km z czego 6,8 km (40%) znajduje się pod ziemią. Na trasie jest 11 stacji, w tym 4 stacje podziemne, 3 stacje z podziemnym lobby i 2 stacje wiaduktowe. Według założeń obecna infrastruktura mogłaby zostać przebudowana na pełne metro.
Tabor składa się z wagonów Tatra T3 i ich modyfikacji.
Od 8 do 10 stycznia 2024 r. system był nieczynny z powodu zniszczeń powstałych wskutek ostrzału miasta.

## Historia
Pierwszy projekt Premetra znajduje swoje korzenie w latach 60, kiedy to starano się wprowadzić system metra do każdego większego miasta ZSRR. W Krzywym Rogu i Wołgogradzie postanowiono wprowadzić premetro, czyli hybrydę pomiędzy tramwajem a metrem. W obu już miastach funkcjonowała już wtedy konwencjonalna sieć tramwajowa jednak przeludnienie i duże natężenie ruchu spowalniały ruch tramwajowy. Ponadto oba miasta zostały zniszczone w II wojnie światowej i zakładano odbudowanie tych miast w oparciu o nowoczesne plany.
Budowa rozpoczęła się równocześnie w Krzywym Rogu i Wołgogradzie w połowie lat 70. Tramwaj poruszający się pod ziemią miał wyłącznie służyć jako rozwiązanie tymczasowe a cała trasa dostosowywana była do ewentualnego przekształcenia w pełny system metra. Stacje budowane na powierzchni ziemi miały parametry stacji metra – znajdowały się w przystosowanych do tego celu budynkach, niekiedy o socrealistycznej architekturze.
Pierwszy fragment, liczący 8 km i zawierający cztery stacje, otwarty został 26 grudnia 1986, stając się trzecim systemem transportu w części podziemnego w Ukraińskiej SRR. W latach 1988–1989 otworzone zostały dalsze trzy stacje w kierunku południowym, po 1991 w niepodległej Ukrainie linia została przedłużona w kierunku północnym osiągając ostatecznie wraz ze stacjami dobudowanymi na istniejącym wcześniej odcinku w roku 2001 długość 18 km oraz 11 stacji.
W 2012 linia szybkiego tramwaju została połączona z resztą sieci tramwajowej miasta oraz utworzona została trzecia linia szybkiego tramwaj łącząca północny koniec istniejącej trasy bezpośrednio z położonym w pobliżu południowego jej końca kombinatem metalurgicznym. W 2015 utworzona została kursująca w godzinach szczytu linia 4, kursuje do południowo-zachodniego krańca sieci tramwajowej.

## Linie
System szybkiego tramwaju składa się z czterech linii:
| Linia | Trasa                          |
| ----- | ------------------------------ |
|       | Kilcewa – Majdan Praci         |
|       | Kilcewa – Zariczna             |
|       | Zariczna – Nowokryworiźkyj GZK |
|       | Zariczna – Piwdennyj GZK       |

## Stacje
Lista zawiera stacje położone na bezkolizyjnym odcinku linii szybkiego tramwaju.
| Nazwa stacji        | Nazwa oryginalna    | Typ        | Linie       |
| Zariczna            | Зарічна             | wiaduktowa | 2M 3M 4M    |
| Ełektrozawodśka     | Електрозаводська    | podziemna  | 2M 3M 4M    |
| Industrialna        | Індустріальна       | naziemna   | 2M 3M 4M    |
| Majdan Praci        | Майдан Праці        | naziemna   | 1M          |
| Soniaczna           | Сонячна             | wiaduktowa | 1M 2M 3M 4M |
| Miśka likarnia      | Міська лікарня      | naziemna   | 1M 2M 3M 4M |
| Weczirnij bulwar    | Вечірній бульвар    | podziemna  | 1M 2M 3M 4M |
| Mudriona            | Мудрьона            | naziemna   | 1M 2M 3M 4M |
| Miśka Rada          | Міська Рада         | podziemna  | 1M 2M 3M 4M |
| Prospekt Metałurhiw | Проспект Металургів | podziemna  | 1M 2M 3M 4M |
| Kilcewa             | Кільцева            | naziemna   | 1M 2M       |

## Tabor

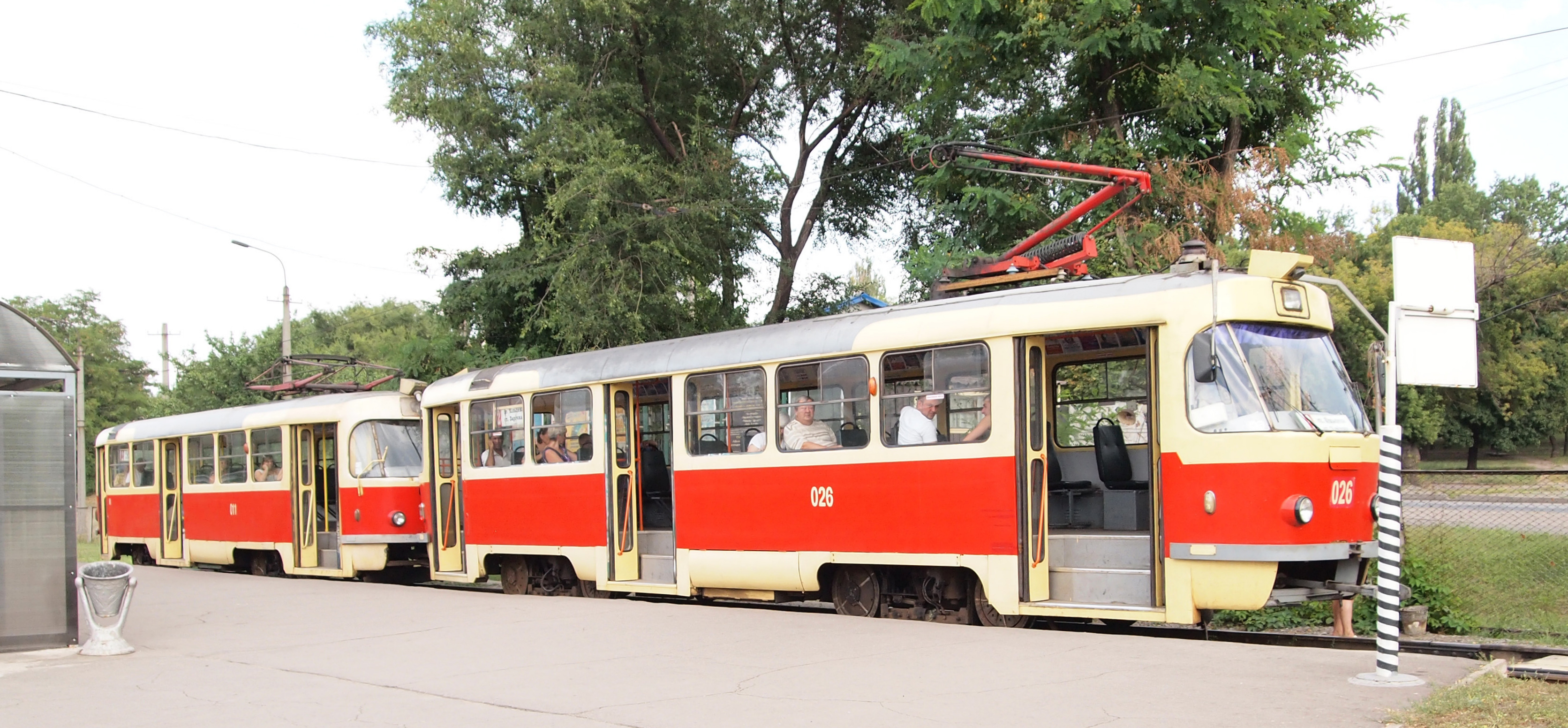
Tatra T3

Trasę szybkiego tramwaju obsługuje 69 tramwajów:
- Tatra T3 – 56 wagonów
- Tatra KT3 – 2 tramwaje
- KTM-11 – 11 wagonów (w tym 3 doczepne)